# Магомедов, Шарабутдин Магомедович
Шарабутди́н Магоме́дович Магоме́дов (род. 16 мая 1994, Махачкала) — российский тайбоксёр и боец смешанных единоборств. Чемпион России по тайскому боксу среди профессионалов 2017 года. Как боец смешанных единоборств выступает под эгидой UFC в средней весовой категории. Также выступал в AMC Fight Nights Global. 

## Биография
Родился в Махачкале, родом из села Аркас Буйнакского района Дагестана, по национальности – аварец. . С детства увлекался спортом, начал с футбола и играл за сборную города Буйнакска. Однако его футбольная карьера закончилась после массовой драки на одном из матчей.
После этого Магомедов перешёл в другие виды спорта, например, занимался боксом в махачкалинской школе № 8. После двух занятий тренер предложил ему выступить на чемпионате города, где он занял призовое место.
Продолжая свою боксёрскую карьеру, Шара поступил в подмосковный Богословский аграрный колледж, филиал РУДН, и записался в секцию бокса в городе Кашира. Он также занимал призовые места на местных турнирах и был победителем международного турнира им. С. Н. Навозного.
Впоследствии колледж был закрыт, и Магомедов вернулся в Буйнакск, чтобы закончить 11-летнее обучение в школе. Он продолжал заниматься боксом и кикбоксингом в СДЮСШОР № 2.
Поступив в 2011 году в РАНХиГС, он начал заниматься в секции тайского бокса. В течение следующих нескольких лет трижды становился победителем чемпионата Москвы, двукратным обладателем Кубка Москвы и победителем на всероссийском турнире мастеров «Кубок Альфы». Также стал мастером спорта по тайскому боксу и двукратным чемпионом Москвы по К-1, получив звание мастера спорта по кикбоксингу.
На чемпионате России по тайскому боксу Шара дошёл до финала, а на международном турнире Кубок SKL одержал две победы нокаутом и стал чемпионом, получив специальный приз за лучшую технику.
Магомедов получил травму правого глаза в 2016 году. Боец так и не понял, когда это случилось — на тренировке, в бою или из-за нагрузок. Однако к врачам обратился слишком поздно. Дрался на турнирах, но понял, что становится только хуже. Тогда ему казалось, что у него спазм глаза.
Тренер Магомедова пригласил его на сборы перед турниром по тайскому боксу. Шара решил провериться, и в итоге вскрылись серьезные проблемы с глазом.
На лечение ушло полтора года, он перенес восемь операций, и ситуация стабилизировалась. Магомедов отметил, что четко видит правым глазом. Соперники пытаются бить справа, но это никак им не помогает.
Начиная с 2019 года Магомедов представляет московский бойцовский клуб GORMMA под руководством тренера Гора Азизяна.
В 2024 году стало известно, что Шарабутдин Магомедов получил роль в голливудском фильме и периодически проводит время на съемочной площадке.

## Карьера в смешанных единоборствах

### Ранняя карьера
Несмотря на успехи в тайском боксе, из-за низкой зарплаты и растущих долгов ему пришлось перейти в ММА. Он выступал в небольших организациях и одержал 11 побед, прежде чем дебютировал в UFC.

### Ultimate Fighting Championship
21 октября 2023 года на турнире UFC 294 в Абу-Даби дебютировал в организации в бою против бразильца Бруну Силвы. Магомедов победил своего оппонента единогласным решением судей.
22 июня 2024 года в Эр-Рияде состоялся турнир UFC on ABC: Уиттакер vs. Алискеров, где Шара вновь встретился с бразильцем, теперь с Антонио Троколли. Российский боец нокаутировал соперника в третьем раунде и получил свой первый денежный бонус за «Выступление вечера».
3 августа 2024 года Магомедов вновь вернулся в Абу-Даби на турнир UFC on ABC: Сэндхэген vs. Нурмагомедов. Шарабутдин одолел единогласным решением судей поляка Михала Олексейчука и вновь получил денежный бонус, теперь за «Бой вечера».
26 октября 2024 года в третий раз за четыре боя в организации вновь подрался в Абу-Даби на турнире UFC 308 против армянина Армена Петросяна. Магомедов нокаутировал своего соперника в самом конце второго раунда ударами с двух рук с разворота. Россиянин в третий раз подряд получил бонус — на этот раз за «Выступление вечера».
1 февраля 2025 года в Эр-Рияде потерпел первое поражение в карьере в поединке против британца Майкла Пейджа на турнире UFC Fight Night 250. Поединок двух базовых ударников почти всю дистанцию прошел в стойке. Пейдж хоть и работал вторым номером, но имел преимущество в каждом раунде, был быстрее и действовал разнообразней. Судьи единогласным решением отдали победу Пейджу — 30–27, 30–27, 29–28. 
26 июля 2025 года в рамках турнира UFC on ABC 9 в Абу-Даби (ОАЭ) вернулся в бою с опытный ударником из Канады Марком-Андре Баррьо (17-9 и 6-8 в UFC). Бой начался с давления канадца, а Шарабутдин встречал его на дистанции. Канадец провел успешный тейкдаун, однако опасных моментов не создал. Вторая попытка тейкдауна была неудачной. Баррио провел первую пятиминутку активнее. Второй отрезок прошёл при преимуществе россиянина. Он нанёс канадцу рассечение головы точным локтем, выбрасывал эффектные зрелищные комбинации. На последней минуте Баррьо снова провел тейкдаун, но концовка уверенно осталась за Магомедовым. В третьем раунде картина была близка к первым двум раундам: снова борьба и давление от соперника, движение и качественная защита от Шары. В конце раунда даже удался тейкдаун где прошли значимые удары. Итогом стала победа Магомедова единогласным решением судей (трижды 30-27), а бой получил звание "Бой вечера". 

## Титулы и достижения

### Смешанные единоборства
Arena Global
- Чемпион в полутяжёлом весе (один раз).

Thailand Fighting Championship
- Чемпион в среднем весе (один раз).

Ultimate Fighting Championship
- «Выступление вечера» (два раза) против Антонио Троколли[38] и Армена Петросяна;
- «Бой вечера» (один раз) против Михала Олексейчука[39].

### Любительские титулы и достижения
«Наше дело»
- Победитель гран-при (один раз)

Тайский бокс
- Чемпион России по тайскому боксу среди профессионалов в весовой категории до 76,2 кг[40].

## Статистика в профессиональном ММА
По данным Sherdog:
| Боёв 17  | Побед 16 | Поражений 1 |
| -------- | -------- | ----------- |
| Нокаутом | 12       | 0           |
| Сдачей   | 0        | 0           |
| Решением | 4        | 1           |

| Результат | Рекорд | Соперник           | Способ                              | Турнир                                      | Дата            | Раунд | Время | Место                      | Примечание                                                           |
| --------- | ------ | ------------------ | ----------------------------------- | ------------------------------------------- | --------------- | ----- | ----- | -------------------------- | -------------------------------------------------------------------- |
| Победа    | 16-1   | Марк Андре-Баррьо  | Единогласное решение                | UFC on ABC: Уиттакер vs. Де Риддер          | 27 июля 2025    | 3     | 5:00  | Абу-Даби, ОАЭ              | «Лучший бой вечера» (2)                                              |
| Поражение | 15-1   | Майкл Пэйдж        | Единогласное решение                | UFC Fight Night: Адесанья vs. Имавов        | 1 февраля 2025  | 3     | 5:00  | Эр-Рияд, Саудовская Аравия |                                                                      |
| Победа    | 15-0   | Армен Петросян     | Нокаут (двойной бэкфист)            | UFC 308                                     | 26 октября 2024 | 2     | 4:52  | Абу-Даби, ОАЭ              | «Выступление вечера» (2)                                             |
| Победа    | 14-0   | Михал Олексейчук   | Единогласное решение                | UFC on ABC: Сэндхэген vs. Нурмагомедов      | 3 августа 2024  | 3     | 5:00  | Абу-Даби, ОАЭ              | «Лучший бой вечера» (1)                                              |
| Победа    | 13-0   | Антонио Троколли   | Нокаут (удары)                      | UFC on ABC: Уиттакер vs. Алискеров          | 22 июня 2024    | 3     | 2:27  | Эр-Рияд, Саудовская Аравия | «Выступление вечера» (1)                                             |
| Победа    | 12-0   | Бруну Силва        | Единогласное решение                | UFC 294                                     | 21 октября 2023 | 3     | 5:00  | Абу-Даби, ОАЭ              | Дебют в UFC                                                          |
| Победа    | 11-0   | Кушал Виас         | Нокаут (удар коленом и добивание)   | Thailand Fighting Championship 10           | 11 декабря 2022 | 1     | 0:08  | Патонг, Таиланд            | Завоевал пояс чемпиона Thailand Fighting Championship в среднем весе |
| Победа    | 10-0   | Михаил Рагозин     | Единогласное решение                | RCC 13: Исмаилов vs Шлеменко                | 3 декабря 2022  | 3     | 5:00  | Екатеринбург, Россия       |                                                                      |
| Победа    | 9-0    | Сергей Мартынов    | Технический нокаут (удары коленями) | RCC Intro 22                                | 13 августа 2022 | 3     | 2:34  | Екатеринбург, Россия       | Возвращение в средний вес                                            |
| Победа    | 8-0    | Родриго Карлос     | Технический нокаут (удары)          | Arena Global 17                             | 26 февраля 2022 | 1     | 4:33  | Рио-де-Жанейро, Бразилия   | Завоевал вакантный пояс чемпиона Arena Global в полутяжёлом весе     |
| Победа    | 7-0    | Жоел дос Сантос    | Нокаут (удар ногой в голову)        | AMC Fight Nights 106: Емельяненко vs Сантос | 27 ноября 2021  | 2     | 0:13  | Сыктывкар, Россия          |                                                                      |
| Победа    | 6-0    | Михаил Аллахвердян | Нокаут (удар локтем)                | AMC Fight Nights 105: Минеев vs Исмаилов 2  | 16 октября 2021 | 1     | 4:41  | Сочи, Россия               |                                                                      |
| Победа    | 5-0    | Якуб Кедиев        | Технический нокаут (колени)         | AMC Fight Nights 103: Раисов vs Махно       | 15 июля 2021    | 1     | 2:35  | Сочи, Россия               | Дебют в среднем весе                                                 |
| Победа    | 4-0    | Улан Мухемайтихали | Нокаут (колено в корпус)            | Chin Woo Men: 2017-18 Season, Stage 6       | 11 марта 2018   | 1     | 0:56  | Гуанчжоу, Китай            |                                                                      |
| Победа    | 3-0    | Ешан Ерсен         | Технический нокаут (удары)          | The King Fighting Championship              | 19 февраля 2018 | 1     | б/н   | Тэнчун, Китай              |                                                                      |
| Победа    | 2-0    | Чжаиди Аили        | Технический нокаут (удар по ноге)   | Chin Woo Men: 2017-18 Season, Stage 4       | 21 января 2018  | 2     | 2:22  | Аньхой, Китай              |                                                                      |
| Победа    | 1-0    | Йнкан Бао          | Технический нокаут (удары)          | Chin Woo Men: 2017-18 Season, Stage 2       | 10 декабря 2017 | 1     | 0:43  | Ухань, Китай               | Дебют в полусреднем весе ММА                                         |

## Статистика в любительском ММА
По данным Sherdog:
| Результат | Рекорд | Соперник            | Способ                               | Турнир                               | Дата             | Раунд | Время | Место          | Примечание                      |
| --------- | ------ | ------------------- | ------------------------------------ | ------------------------------------ | ---------------- | ----- | ----- | -------------- | ------------------------------- |
| Победа    | 5-0    | Павел Бурлуцкий     | Технический нокаут (удары)           | Наше дело 54: Магомедов vs Бурлуцкий | 11 апреля 2022   | 1     | 1:55  | Москва, Россия | Финал гран-при «Наше дело»      |
| Победа    | 4-0    | Иван Майданчук      | Технический нокаут (остановка углом) | Наше дело 40: Тарасов vs Емельяненко | 22 сентября 2021 | 1     | 3:00  | Москва, Россия | 1/2 финала гран-при «Наше дело» |
| Победа    | 3-0    | Владислав Ковалёв   | Единогласное решение                 | Наше дело 35: Магомедов vs Ковалёв   | 4 августа 2021   | 3     | 3:00  | Москва, Россия | 1/4 финала гран-при «Наше дело» |
| Победа    | 2-0    | Эльдар Гарафутдинов | Единогласное решение                 | Наше дело 23: Носов vs Зарубин       | 13 апреля 2021   | 3     | 3:00  | Москва, Россия |                                 |
| Победа    | 1-0    | Василий Зубков      | Технический нокаут (остановка углом) | Наше дело 18: Носов vs Маммадов      | 2 февраля 2021   | 3     | 1:06  | Москва, Россия |                                 |